# فهرست رفتارهای غیرطبیعی در جانوران
رفتار غیرطبیعی در جانوران را می‌توان به روش‌های مختلفی تعریف کرد. از نظر آماری، نابهنجاری تلقی می‌شود که میزان بروز، تکرار یا شدت آن به‌طور قابل‌توجهی با مقدار نرمال برای آن گونه یا گروه متفاوت باشد. این تفاوت می‌تواند به صورت افزایش یا کاهش نسبت به الگوهای رفتاری معمول در افراد سالم باشد. از نظر نظری، این بدان معناست که تقریباً هر رفتاری – بسته به زمینه و شرایط – می‌تواند در یک فرد خاص به عنوان غیرطبیعی شناخته شود. به‌طور غیررسمی‌تر، اصطلاح «غیرطبیعی» شامل هر فعالیتی می‌شود که خارج از الگوهای رفتاری معمول انتظار رفته برای جانوران یک گونه، گروه یا سن خاص باشد، با در نظر گرفتن تنوع طبیعی و عوامل محیطی آنها. برای مثال، نوزادکشی ممکن است رفتاری طبیعی باشد و به‌طور منظم در یک گونه مشاهده شود، با این حال، در گونهٔ دیگری ممکن است طبیعی باشد اما اگر به فراوانی بالایی برسد، «غیرعادی» می‌شود، یا در گونهٔ دیگری به ندرت مشاهده می‌شود و هرگونه بروز آن «غیرعادی» تلقی می‌شود. این فهرست شامل رفتارهای یک‌باره انجام‌شده توسط جانوران منفرد که ممکن است برای آن فرد غیرطبیعی تلقی شوند، نمی‌شود، مگر اینکه این رفتارها به‌طور مکرر توسط سایر افراد آن گونه انجام شوند و به‌عنوان بخشی از رفتارنگاری آن گونه شناخته شوند. 
بیشتر رفتارهای غیرطبیعی در جانوران را می‌توان به‌طور کلی در چند دسته اصلی قرار داد؛ مانند رفتارهای دفعی، رفتارهای تغذیه‌ای، و رفتارهای تکراری و کلیشه‌ای. این دسته‌بندی‌ها کمک می‌کنند تا شناخت بهتری نسبت به انواع مختلف این رفتارها و علل آن‌ها به دست آید. با این حال، بسیاری از رفتارهای غیرطبیعی ممکن است ویژگی‌هایی از چند دسته مختلف را داشته باشند و بنابراین طبقه‌بندی دقیق و یگانه برای آن‌ها دشوار است. به همین دلیل، در برخی موارد، این رفتارها به‌طور جداگانه و بدون اختصاص به یک دسته خاص مورد بررسی قرار می‌گیرند.

یک فیل آسیایی در حال انجام حرکات کلیشه‌ای تکان دادن و تاب دادن خرطوم.

عوامل متعددی در بروز این رفتارهای غیرطبیعی نقش دارند. یکی از مهم‌ترین عوامل، شرایط محیطی جانور است، به‌ویژه در جانورانی که در اسارت نگهداری می‌شوند. کمبود فضای مناسب، نبود تحریکات ذهنی و فیزیکی کافی، یا شرایط نامطلوب محیطی می‌توانند باعث افزایش رفتارهای غیرطبیعی و استرس‌زا شوند. به عنوان مثال، برخی جانوران در قفس‌های کوچک یا محیط‌های فاقد تنوع، رفتارهای کلیشه‌ای مانند تاب خوردن مکرر یا جویدن بی‌وقفه را بروز می‌دهند. از سوی دیگر، برخی از رفتارهای غیرطبیعی ممکن است ناشی از مشکلات پزشکی یا اختلالات روانی باشند. بیماری‌های جسمی، درد مزمن، یا عفونت‌ها می‌توانند تغییراتی در رفتار جانور ایجاد کنند که از حالت طبیعی خارج است. در این موارد، تشخیص دقیق علت و درمان به موقع اهمیت زیادی دارد.
نکته دیگر اینکه این فهرست رفتارهای غیرطبیعی شامل حیوانات اصلاح‌شده ژنتیکی نمی‌شود، چرا که در برخی از این جانوران، مانند موش‌های ریلر، رفتارهای غیرطبیعی به صورت مصنوعی و هدفمند توسط تغییرات ژنتیکی ایجاد شده‌اند تا مطالعات علمی در زمینه بیماری‌ها یا عملکرد مغز انجام شود؛ بنابراین، این نوع رفتارها از نظر کاربرد و منشأ، متفاوت از رفتارهای غیرطبیعی در جانوران طبیعی هستند.

## فهرست
- رفتار جنسی جانوران؛انواع مختلف و دلایل مختلفی دارد[۳][۴]
- آسیب‌شناسی روانی جانوران؛ یک وضعیت غیرطبیعی است که در آن جانوران به‌طور بیش از حد ورزش می‌کنند و در عین حال غذای خود را کاهش می‌دهند.[۵]
- به فعالیت‌هایی گفته می‌شود که به‌طور قابل‌اعتمادی همراه با یک پاسخ دیگر رخ می‌دهند، به ویژه زمانی که آن پاسخ توسط یک محرک با زمان‌بندی مشخص ایجاد شده باشد. برای مثال، اگر یک حیوان به‌طور منظم در فواصل زمانی خاص غذا دریافت کند، ممکن است رفتارهای جانبی مانند لیسیدن مکرر یا حرکت‌های خاصی را در فواصل بین وعده‌های غذایی نشان دهد. این رفتارها معمولاً تابعی از شرایط محرکی هستند که حیوان را وادار به انجام آن می‌کنند و می‌توانند نشان‌دهنده اضطراب یا حالت‌های استرسی باشند که در اثر شرایط محیطی یا نگهداری نامناسب به وجود آمده‌اند.
- A dog chasing its tailکندن مو و ریشک‌ها به رفتاری گفته می‌شود که در آن یک حیوان موی بدن یا ریشک‌های حیوان دیگر را می‌کند یا می‌تراشد. این رفتار معمولاً در حیوانات آزمایشگاهی مثل موش‌ها و همسترها دیده می‌شود و می‌تواند نشانه‌ای از استرس، کلافگی یا رقابت اجتماعی باشد.[۶]
- همنوع‌خواری به رفتاری گفته می‌شود که در آن یک حیوان، گوشت یا اندام‌های داخلی حیوانی از همان گونه را می‌خورد. این رفتار می‌تواند در شرایط استرس‌زا، کمبود منابع غذایی، تراکم زیاد جانوران یا شرایط نامساعد محیطی رخ دهد. در برخی گونه‌ها، کانیبالیسم به صورت طبیعی و در شرایط خاص دیده می‌شود، اما در محیط‌های اسارت و نگهداری غیرمناسب اغلب نشانه‌ای از مشکل رفتاری یا رفاهی است.[۷]
- تخم‌گذاری مزمن؛ به وضعیتی گفته می‌شود که در آن پرنده‌ها به خصوص طوطی همدم، به‌طور غیرطبیعی تعداد زیادی تخم نابارور یا چندین دسته تخم بدون وجود جفت می‌گذارند. این رفتار می‌تواند به سلامت پرنده آسیب برساند و باعث خستگی، ضعف و مشکلات پزشکی جدی شود. معمولاً این وضعیت به علت استرس، کمبود تحریکات محیطی، یا شرایط نامناسب نگهداری ایجاد می‌شود و نیازمند مدیریت دقیق و تغییر در محیط نگهداری و مراقبت است.[۸]
- مدفوع‌خواری؛ به رفتاری گفته می‌شود که در آن حیوان مدفوع خود یا دیگر جانوران را می‌خورد. این رفتار در برخی گونه‌ها، مانند خرگوش و جوندگان، طبیعی و بخشی از چرخهٔ تغذیه‌ای است، اما در گونه‌های دیگر ممکن است نشانه‌ای از مشکلات تغذیه‌ای، کمبود ویتامین‌ها، یا اختلالات رفتاری باشد. در شرایط اسارت یا استرس می‌تواند بروز کند و نیاز به بررسی پزشکی و اصلاح محیطی دارد.[۹]
- گرفتن با دندان؛ رفتاری است که بیشتر در اسب‌ها دیده می‌شود و شامل گرفتن جسم سخت مانند نرده با دندان‌های جلویی، خم کردن گردن، کشیدن به سمت جسم و مکیدن هوا است. این رفتار یک نوع استرس‌زدایی یا واکنش به شرایط نامناسب محیطی است که می‌تواند به مشکلات دندانی، گوارشی و کاهش کیفیت زندگی حیوان منجر شود. درمان آن معمولاً شامل اصلاح محیط، مدیریت استرس و در برخی موارد استفاده از وسایل بازدارنده است.[۱۰]
- آسیب‌شناسی روانی جانوران؛ در جانوران به مجموعه‌ای از رفتارها گفته می‌شود که نشان‌دهنده حالت خلقی پایین، بی‌حوصلگی و اجتناب از فعالیت‌های طبیعی است. این حالت ممکن است ناشی از استرس‌های محیطی، بیماری‌های جسمی یا روانی باشد و می‌تواند باعث کاهش اشتها، کاهش تعاملات اجتماعی و افزایش خواب‌آلودگی شود. شناسایی و درمان علت زمینه‌ای برای بهبود وضعیت حیوان ضروری است.[۱۱]
- بیش از حد صدا دادن؛ به معنی تولید صداهای بیش از حد معمول توسط حیوان است که می‌تواند شامل پارس کردن، زوزه کشیدن، جیرجیر کردن یا صداهای دیگر باشد. این رفتار ممکن است ناشی از استرس، اضطراب، درد، نیاز به توجه یا شرایط محیطی نامناسب باشد. در حیوانات خانگی مانند سگ‌ها و گربه‌ها، این رفتار می‌تواند برای صاحب حیوان آزاردهنده باشد و نیازمند شناسایی علت و اصلاح محیط یا رفتار درمانی است.[۱۲]
- پرخاشگری؛ به پرخاشگری بیش از حد اشاره دارد که شامل رفتارهای تهاجمی با شدت یا فراوانی بیشتر از حد معمول می‌شود. این رفتار ممکن است به دلیل ترس، درد، رقابت بر سر منابع، یا مشکلات رفتاری ایجاد شود و می‌تواند منجر به آسیب دیدگی حیوان یا اطرافیان شود. تشخیص دقیق دلیل پرخاشگری و مشاوره با متخصص رفتاری جانوری برای مدیریت این وضعیت ضروری است.[۱۳]
- پرادراری؛ به ادرار بیش از حد یا ادرار در شرایط غیرمعمول گفته می‌شود. این رفتار ممکن است نشانه‌ای از مشکلات پزشکی مانند عفونت ادراری، دیابت یا استرس و اضطراب باشد. همچنین در برخی جانوران به صورت واکنش تسلیم‌پذیرانه به حضور انسان یا حیوان دیگر دیده می‌شود. تشخیص و درمان علت زمینه‌ای اهمیت دارد.[۱۴][۱۵]
- لیسیدن؛ یعنی لیسیدن بیش از حد سطوح مختلف مانند زمین، دیوار یا اجسام محیطی توسط حیوان. این رفتار ممکن است به دلیل استرس، خستگی، درد یا مشکلات پوستی باشد و در مواردی می‌تواند به آسیب و زخم‌زدگی منجر شود. بررسی دقیق و درمان علت اصلی این رفتار اهمیت دارد.[۱۶]
- نوک‌زنی پرها؛ به رفتاری گفته می‌شود که در آن یک پرنده به‌طور مکرر پرهای پرنده‌ای دیگر را می‌کشد یا نوک می‌زند. این رفتار معمولاً در پرندگان اهلی مثل مرغ‌ها دیده می‌شود و می‌تواند دلایل متعددی داشته باشد، از جمله استرس، کمبود فضا، تغذیه نامناسب، یا شرایط نامطلوب محیطی.[۱۷]
- نوک‌زنی زیردم؛ نوک زدن آسیب‌رسان به ناحیهٔ مقعد، پوست اطراف آن و بافت‌های زیرین. این رفتار معمولاً در مرغ‌ها و پرندگان اهلی دیده می‌شود و می‌تواند باعث زخم، عفونت و کاهش سلامت حیوان شود.[۱۸]
- جانورخوددرمانی؛ استفاده از مواد یا گیاهان توسط جانوران به منظور درمان یا اثر دارویی (برخلاف مصرف تفریحی یا غذایی). این رفتار نشان‌دهنده دانش ذاتی جانوران دربارهٔ خواص درمانی برخی مواد است.